# Omega (DC Comics)
Omega è un personaggio dei fumetti pubblicati da DC Comics. È un'entità dell'universo DC creata per essere la personificazione dell'odio universale. La prima apparizione di Omega è in Superboy and the Legion of Super-Heroes   (vol. 1) n. 250 (aprile 1979), ideato da Jim Starlin (sotto l'alias di Steve Apollo), Paul Levitz e Dave Hunt.

## Biografia del personaggio
In una delle loro prime storie, la Legione dei Super-Eroi sconfisse un Controllore rinnegato, e come ricompensa le fu data la Macchina dei Miracoli, un semplice (secondo i Controllori) dispositivo che tramutava i pensieri in realtà. All'epoca, Brainiac 5 mise tutti in guardia che era un articolo pericoloso, poiché se qualcuno avesse desiderato di morire sarebbe morto per davvero. Così, la Legione la bloccò in un solido blocco di Inertron e la nascosero nella loro volta.
Qualche anno più tardi, Brainiac 5 impazzì (originariamente a causa dello stress, nella nuova versione a causa di Glorith). Sentendo che non sarebbe mai stato sufficientemente ripagato per tutte le volte che aveva salvato il cosmo, la sua pazzia decise di distruggerlo come ricompensa. Ritrovando la Macchina dei Miracoli, poteva facilmente distruggere la Terra, forse anche la galassia, ma non l'intero cosmo. Per come la mise lui, non poteva "sognare una morte tanto grande", ma poteva sognare un essere che avrebbe potuto.
Così, nacque Omega, creato dalla Macchina dei Miracoli come manifestazione fisica di tutto l'odio nel cosmo. Un'enorme figura umanoide in fiamme, comparve ai limiti della galassia e cominciò a camminare verso la Terra ad una velocità impressionante. A quel punto, nessuno nella Legione conosceva le sue origini, ma solo che mise in moto un allarme. Superboy e Mon-El furono inviati ad investigare. Avendo scrollato le spalle dopo aver ricevuto un colpo da Mon-El (un daxamita con poteri identici a quelli kryptoniani), Omega lo mise fuori gioco con un singolo colpo.
In quel momento, Chameleon Boy immaginò che Brainiac 5 stava tramando qualcosa. Brainiac 5 neutralizzò il suo compagno, ma non prima che questi inviò un messaggio a Wildfire, che accusava Brainiac 5 di fronte a tutto il gruppo. Cedendo la sua farsa, Brainiac 5 confermò tutto affermando vendetta nel momento in cui l'universo sarebbe stato distrutto. La Legione inviò una squadra per fermare Omega, ma fu tutto inutile, così come i tentativi dei Pianeti Uniti di fermare la sua avanzata. Dream Girl ebbe così una visione di Wildfire da solo nel quartier generale, che affrontava Omega, e poi "il mondo sembrò esplodere".
Mentre i tentativi di fermare Omega si dimostrarono futili, la Principessa Projectra e Saturn Girl finalmente riuscirono ad arrivare a Brainiac 5, che offrì loro una scelta: se loro gli avrebbero permesso di dominare l'universo, lui avrebbe distrutto Omega. O affrontare questo o utilizzare la Macchina dei Miracoli come ultimo tentativo di salvare l'universo, dissero a Brainiac 5 che gli avrebbero lasciato dominare l'universo. Il Legionario inviò subito una nave per ritrovare il membro della Legione in pensione noto come Matter Eater Lad nel suo pianeta natale, un eroe la cui abilità era quella di mangiare ogni forma di materia.
Nello sforzo di guadagnare tempo, Wildfire affrontò Omega da solo proprio dove Dream Girl lo aveva visto, e aprì la sua tuta di contenimento, rilasciando la sua anti-energia tutta in una volta verso il suo avversario. Tutto ciò distrusse il quartier generale della Legione ma non fu sufficiente a fermare Omega.
Quindi, Brainiac 5 spiegò a Matter Eater Lad come poter mangiare l'indistruttibile Macchina dei Miracoli. In qualche modo il Legionario riuscì nel tentativo, anche se le energie aliene contenute nella Macchina portarono Matter Eater Lad ad uno stato di pazzia catatonica. Non appena la Macchina fu distrutta, Omega si dissipò nella moltitudine di odio in tutto il cosmo.
Fatto ciò, Brainiac 5 finì rinchiuso in un manicomio e Omega non riprese mai più una sostanza fisica.

## Poteri e abilità
Forza immensa (ben oltre quella kryptoniana o daxamita), invulnerabilità, e brucia con le fiamme dell'odio; in un'occasione ha lanciato dei raggi ustionanti dagli occhi, distruggendo una nave. È in grado di camminare alla velocità della luce, nonché di "sognare la morte del cosmo", atto che se avesse raggiunto la Macchina dei Miracoli avrebbe messo fine all'universo.